# Unforgettable: A Tribute to Dinah Washington
Unforgettable: A Tribute to Dinah Washington är ett musikalbum av Aretha Franklin utgivet på skivbolaget Columbia Records 1964. Albumet var Franklins sjätte och en hyllning tillägnad den nyligen avlidna sångerskan Dinah Washington.

## Låtlista
(kompositör inom parentes)
1. "Unforgettable"  (Irving Gordon) - 3:39
2. "Cold, Cold Heart"  (Hank Williams) - 4:35
3. "What A Diff'rence A Day Made"  (Stanley Adams, María Méndez Grever) - 3:30
4. "Drinking Again"  (Johnny Mercer, Doris Tauber) - 3:28
5. "Nobody Knows The Way I Feel This Morning"  (Tom Delaney, Pearl Delaney)  5:10
6. "Evil Gal Blues"  (Lionel Hampton, Leonard Feather)  2:40
7. "Don't Say You're Sorry Again"  (Lee Pearl, Art Berman, Eugene West) - 2:45
8. "This Bitter Earth"  (Clyde Otis) - 4:33
9. "If I Should Lose You"  (Ralph Rainger, Leo Robin) - 3:36
10. "Soulville"  (Titus Turner, Morris Levy, Henry Glover, Dinah Washington) - 2:20